# Дальняя Керша
Дальняя Ке́рша — река в России, протекает в Тамбовской области. Левая составляющая реки Керша.

## География
Река Дальняя Керша берёт начало в лесах у населённого пункта Булгаковские Выселки. Течёт на север. На реке образовано Кершинское водохранилище. Ниже села Керша сливается с рекой Ближняя Керша и образует реку Керша. Устье реки находится в 53 км по левому берегу реки Керша. Длина реки составляет 23 км.

## Данные водного реестра
По данным государственного водного реестра России относится к Окскому бассейновому округу, водохозяйственный участок реки — Цна от города Тамбов и до устья, речной подбассейн реки — Мокша. Речной бассейн реки — Ока.
Код объекта в государственном водном реестре — 09010200312110000029133.